# Peter Elander
Peter Elander, född 1 mars 1960 i Tyringe, är en svensk tidigare ishockeyspelare och från 2002 till 2010 förbundskapten för Sveriges damlandslag i ishockey. Han var assisterande tränare under Christer Abris (då Abrahamsson) när Rögle gick upp i Elitserien 1992. Sedan 2024 är han tränare för SDE Hockey. 
Den 25 februari 2010 meddelade Elander att han slutar som förbundskapten för damkronorna.